# 間宮勝三郎
間宮 勝三郎（まみや かつさぶろう、生没年不詳）は、日本の実業家、発明家。(株)間宮堂（現・日本NCR、東芝テック）創業者。マミヤ光機（現・マミヤ・オーピーおよびマミヤ・デジタル・イメージング）創業者である間宮精一の父親で、将棋棋士間宮純一の祖父に当たる。

## 経歴
宇多源氏佐々木氏の佐々木神社神主家系間宮家。安政年間、三島で生まれる。藤沢の呉服店木屋に奉公し、のれん分けで大仁に呉服店木屋を開業。店が軌道に乗ると、発明や事業に手を広げる。
生来発明好きで、楠から樟脳を採ったり、三宅島で芋焼酎やイチゴ酒、椿油を製造したかと思うと、北海道に渡ってリンゴ酒を製造した。1919年（大正8年）には間宮式金庫を発明し、同年株式会社間宮堂を創業。大仁に間宮堂の社屋を建設し、金庫を製造した。長男の間宮精一は「間宮式加減算機」を開発、さらにはそれをベースに1926年日本初のキャッシュレジスター「間宮式金銭登録機」を生みだし、間宮堂で製造販売した。1928年12月に間宮堂は藤山愛一郎(藤山コンツェルン2代目)の支援を受け日本金銭登録機と社名を変更。間宮精一は技術部門の責任者となるが、同社がアメリカNCRと提携したのを機に退社してマミヤ光機を創業した。木屋呉服店は子息の徳次郎（間宮純一（久夢斎）や登（登也）の父）が継承し間宮商店として現在も営業中である。